# Anna-Eva Bergman
Anna-Eva Bergman, född 29 maj 1909 i Stockholm, död 24 juli 1987 i Grasse, Frankrike, var en norsk svenskfödd målare, gift med målaren Hans Hartung.
Anna-Eva Bergman var elev till Axel Revold på Kunstakademiet 1927–28, till Eugen Gustav Steinhof i Wien 1928–29 och till André Lhote i Paris 1929. Efter resor i medelhavsländerna och vistelser hemma 1939–52 slog hon sig åter ner i Paris, och senare i Antibes. Hennes målningar var abstrakta från omkring 1950. Hon tog gärna utgångspunkt i naturens eller arkitekturens former och använde mörka färger kombinerade med skimrande guld- eller silverglans.